# Heleia wallacei
Heleia wallacei là một loài chim trong họ Zosteropidae.